# Nairn McEwan
Nairn Alexander MacEwan (Dar es Salaam, 12 de desembre de 1941) fou un jugador i entrenador escocès de rugbi a 15. Com a jugador, MacEwan jugava com a flanker, i fou seleccionat per defensar Escòcia 20 vegades entre el 1971 i el 1975, inclòs un partit contra Anglaterra el 1972.
A diferència de la majoria de jugadors escocesos de primer nivell, MacEwan era Highlander, i vivia a les terres altes d'Escòcia. Com diu Allan Massie:
"Hi ha hagut bons jugadors que no han estat seleccionat pels Lions: ... Nairn MacEwan, un gran mauler, l'entusiasme del qual era tant gran que viatjava milers de milles entre casa seva, a Inverness, i el seu clib, el Gala."
MacEwan va formar part del Highland RFC durant els seus "anys de glòria dels setanta, quan guiats i inspirats per ell, van anar pujant de divisió, tot i que després van tornar a caure, essent actualment un equip acostumat a la Segona Divisió."
Bill McLaren remarca que Bill Dickinson va incloure a MacEwan en "un dels conjunts més formidables de tots els temps", juntament amb altres grans jugadors escocesos com Ian McLauchlan, Sandy Carmichael, Alistair McHarg, Gordon Brown, Peter Brown o Rodger Arneil. Tot i així, l'ex-entrenador anglès John Burgess respongué així,
"He vist aquest conjunt escocès en acció. Si és sang a les seves botes el que volen, això és el què aconsegueixen."
MacEwan fou nomenat el segon entrenador de la història de la selecció escocesa el 1977 (càrrec que en aquell moment no era retribuït), succeint així a Bill Dickinson, però les coses no li van sortir bé, aconseguint només guanyar un partit en tres anys. Jim Telfer el va succeir al seu torn.
MacEwan també va entrenar el conjunt italià Rugby Rovigo.